# 노 게임·노 라이프
《노 게임 노 라이프》(ノーゲーム・ノーライフ 노 게무 노 라이후[*], No Game No Life)는 카미야 유우가 쓰고 그린 라이트 노벨이다. 일본의 미디어팩토리의 MF문고J에서 출판되고 있다. 대한민국에서는 노블엔진에서 출판되고 있다. 카미야 유우가 쓰고 히라기 미시노가 그린 만화는 미디어 팩토리의 만화잡지 "월간 코믹 얼라이브"에서 2013년 1월 27일부터 연재를 시작했다. 2014년 4월 9일부터 6월 25일까지 매드하우스가 제작한 텔레비전 애니메이션이 방영되었다.

## 줄거리
소라와 시로 남매는 『　　』 (空白, 공백) 으로부터 온 히키코모리 니트의 짝, 무패 기록의 온라인 게이머이자 도시전설이다. 그들은 둘 다 본래 자신들이 있던 세계를 쓰레기 게임 이라고 말한다. 그들은 그 자신을 "신"이라 부르는 자에 의해 모든것이 게임으로 결정되는 판타지 세계로 불려오고. 그 세계에서, 신은 그 곳에 살고 있는 지성을 가진 16개의 종족을 익시드라 칭하고 그들간의 폭력과 전쟁을 금지해왔다. 그리고 이세계에서 온 남매인 『　　』 그들 자신이 멸망위기에 놓인 인류를 구해주기로 한다.

## 등장인물

### 주요인물
소라18세. 동정. 니트. 히키코모리. 커뮤장애. 친구없음. 노 게임 노 라이프에서 시로와 함께 주인공이다. 심리전에 매우 강하다. 동생인 시로가 일정거리 이상 떨어진다면 정신상태가 이상해진다.
성우: 마츠오카 요시츠구

시로11세. 히키코모리. 커뮤장애. 친구없음. 등교거부. 노 게임 노 라이프에서 소라와 함께 『　　』의 팀을 꾸리는 주인공이다. 컴퓨터 이상의 계산능력을 가진 천재 중 천재이다.
성우: 카야노 아이

스테파니 도라작품 내에서 소라와 시로의 밥..이라고 할 수 있는 개그 캐릭터이다. 『　　』과 함께 다닌다. 에르키아 왕국의 선왕의 손녀이다.
성우: 히카사 요코

지브릴엄청난 도서관을 가진 플뤼겔의 막내 의원이다. 『　　』에게 패배해 그들을 주인으로 삼는다.
성우: 타무라 유카리

테토소라와 시로를 이세계로 데려온 세계의 (현재)유일신이다.
성우: 쿠기미야 리에

### 엘븐가르드
크라미 첼
성우: 이구치 유카

필 닐발렌
성우: 노토 마미코

### 동부연합
하츠세 이즈나
8세. 수인종 소녀. 동부연합발 에르키아 대사이자 하츠세 이노의 손녀이다. 말을 할 때 ~에요 라는 말을 덧붙이는 귀여운 로리
성우: 사와시로 미유키

하츠세 이노
98세. 근근육 마초할아범. 아내를 35명이나 둔 하이퍼 리얼충 중죄인.도둑놈
성우: 무기히토

무녀
50년만에 동부연합을 통일시키고 세계 3위 대국으로 만든 동부연합의 살아있는 신. 본명은 아무도 모른다.
성우: 신도 나오미

### 오셴드
플럼(프람)-극장판에서 한 1초동안 나왔다. 담피르의 전권대리자

아밀라

라일라 로렐라이-세이렌의 전권대리자

### 아반트헤임
지브릴
전신 아르토슈가 만들어낸 플뤼겔의 최종개체. 그러므로 플뤼겔 중 가장 어리다.(6404살) 아반트헤임 18익의회의 일각이며 현재는 『　　』을 주인으로 모시고 있다. 이상지식욕자.
아즈릴
전신 아르토슈가 만들어낸 플뤼겔의 첫개체. 아반트헤임 18익의회의 의장이다.

### 극장판 추가 등장인물
리쿠 도라6000년전 대전당시 부락을 이끌었던 소년. 슈비의 남편이기도 하다.
슈비 도라리쿠를 통해 인간의 마음을 해석하려는 엑스마키나. 리쿠의 아내이기도 하다.

##### 코로네 도라
리쿠 도라의 누나이며 종족대전 이후 이마니티를 이끌어 에르키아를 건국.

## 용어

### 십조맹약
유일신 테토가 만든 절대법칙으로 지성있는 16종족(익시드)에게 전쟁을 금지한 맹약이다.
- 제1조 이 세계의 모든 살상, 전쟁, 약탈을 금한다.
- 제2조 다툼은 모두 게임의 승패로 해결한다.
- 제3조 게임은 상호가 대등하다고 판단한 것을 걸고 치른다.
- 제4조 '제3조'에 반하지 않는 한 게임의 내용 및 판단은 어떤 것이든 좋다.
- 제5조 게임 내용은 도전을 받은 쪽에 결정권이 있다.
- 제6조 '맹약에 맹세코' 치러진 내기는 반드시 준수된다.
- 제7조 집단 간의 분쟁에서는 전권대리인을 세우기로 한다.
- 제8조 게임 중의 부정이 발각되면 패배로 간주한다.
- 제9조 이상을 신의 이름 아래 절대 변하지 않는 규칙으로 삼는다.
- 제10조 모두 사이좋게 플레이하세요.

### 종족
- 종족은 십조맹약을 적용한 지성 있는 익시드를 말한다.
- 제 6위 이상은 생명, 7위 이하는 생물로 일컬으며, 이를 경계로 천상종과 지상종으로 구분한다.

| 서열 | 종족                | 국가          | 설명 |
| ---- | ------------------- | ------------- | --- |
| 1    | 올드데우스 (신령종) | 없음          | 과거 대전때 신이었던 종족이다. 신에게 도전했다가 패한 종족. 유일신인 테토도 올드데우스였다. |
| 2    | 판타즈마 (환상종)   | 없음          | 주변이 하나의 세계와 비슷하며 자신의 의지(아즈릴에게 양도한 것으로 보인다)로 변경 가능 |
| 3    | 엘레멘탈 (정령종)   | 없음          | 정령회랑의 원류라 일컬어진다. |
| 4    | 드라고니아 (용정종) |               | 드래곤 |
| 5    | 기간트 (거인종)     |               | 거인임(아마도) |
| 6    | 플뤼겔 (천익종)     | 아반트헤임    | 대전에서 전쟁신 아르토슈가 창조한 신을 죽이는 종족이다. 여기까지가 생명이다 존재자체가 마법인 종족. 종의 피스는 퀸. |
| 7    | 엘프 (삼정종)       | 엘븐가르드    | 마법에 가장 능숙하다고 알려진 종족이다. 여기부터는 생물이다 6위인 플뤼겔과의 차이가 심하다. 종의 피스는 룩. |
| 8    | 드워프 (지정종)     | 하덴펠        | 단신 오케인이 창조했다. 매우 높은 기술력을 가지고 있다. 종의 피스는 비숍 |
| 9    | 페어리 (요정종)     |               | 요정임(아마도) |
| 10   | 엑스마키나 (기계종) | 없음.         | 기계 종족으로 태고 시절에 비활성화된 올드데우스(호로)가 만들었다. 연결체(클러스터)라는 무리를 이루고 행동하며 단말이 입은 공격을 1초내로 해석해 동등한 무장을 설계해 재현해서 되쏜다. 능동적으로 행동할 수 없고 적대하지 않으면 공격하지 않는다. 극장판에서는 주인공으로 슈비 도라가 등장한다. |
| 11   | 데모니아 (요마종)   |               | 판타즈마의 돌연변이 개체 마왕이 만든 종족. 오크 오우거등의 괴물들로 이루어져있다. |
| 12   | 담피르 (흡혈종)     | 오셴드        | 뱀파이어임 |
| 13   | 루나마나 (월영종)   |               | 붉은달의 뒷편에서 루나마나의 창조주인 올드데우스와 살고있다. |
| 14   | 워비스트 (수인종)   | 동부연합      | 수인의 모습을 하고 있으며, 신체능력이 뛰어나다. 일부개체는 혈괴란 능력을 쓸수있다.(이즈나, 무녀, 이노가 혈괴의 사용자이다) 종의 피스는 폰. |
| 15   | 세이렌 (해서종)     | 오셴드        | 인어이다. 여성개체만 존재한다. (대체로 바보) |
| 16   | 이마니티 (인류종)   | 에르키아 왕국 | 인간이다. 과거 6천년전 종족대전에서 승리하며 종의 피스 킹을 획득한다. |

## 단행본
| 번호 | 제목                                                                                                  | 일본어 출간일                              | 한국어 출간일                           |
| ---- | --- | ------------------------------------------ | --------------------------------------- |
| 1    | 게이머 남매가 판타지 세계를 정복한다는데요 ゲーマー兄妹がファンタジー世界を征服するそうです           | 2012년 4월 25일ISBN 978-4-04-066432-3      | 2013년 6월 25일 ISBN 978-89-6730-598-7  |
| 2    | 게이머 남매가 동물귀 소녀들 나라에 눈독을 들였다는데요 ゲーマー兄妹が獣耳っ子の国に目をつけたようです | 2012년 9월 25일ISBN ISBN 978-4-04-066433-0 | 2013년 8월 25일 ISBN 978-4-04-066433-0  |
| 3    | 게이머 남매 중 하나가 사라졌다는데요……? ゲーマー兄妹の片割れが消えたようですが……                      | 2013년 1월 25일ISBN 978-4-04-066434-7      | 2013년 11월 25일 ISBN 979-11-5627-018-8 |
| 4    | 게이머 남매는 레알 연애 게임에서 도망쳤답니다 ゲーマー兄妹はリアル恋愛ゲームから逃げ出しました        | 2013년 6월 25일ISBN 978-4-8401-5185-6      | 2014년 2월 25일 ISBN 979-11-5627-759-0  |
| 5    | 게이머 남매는 무쌍으로 뉴 게임이 싫다는데요 ゲーマー兄妹は強くてニューゲームがお嫌いなようです        | 2013년 11월 25일ISBN 978-4-04-066080-6     | 2014년 4월 1일 ISBN 979-11-5627-846-7   |
| 6    | 게이머 부부가 세계에 도전한다는데요 ゲーマー夫嫁は世界に挑んだそうです                                | 2014년 4월 25일ISBN 978-4-04-066382-1      | 2014년 7월 15일 ISBN 979-11-319-0054-3  |
| 7    | 게이머 남매들이 세계를 뒤집겠다는데요 ゲーマー兄妹たちは定石を覆すそうです                            | 2015년 7월 24일ISBN 978-4-04-067952-5      | 2015년 11월 1일 ISBN 979-11-319-3650-4  |
| 8    | 게이머들은 포석을 계승하겠다는데요 ゲーマーたちは布石を継いでいくそうです                             | 2015년 12월 31일ISBN 978-4-04-067952-5     | 2016년 4월 11일 ISBN 979-11-319-4233-8  |

만화
- 노 게임 노 라이프 코믹스 1 - 2014년 7월 15일 발매 ISBN 979-11-319-0056-7

## TV 애니메이션
2014년 4월부터 6월까지 방송되었다.

## 극장판
극장판은 6천년전 유일신이 있기 이전 여러 신들이 서로 유일신이 되기 위하여 자신이 창조한 종족으로 전쟁을 벌이면서 일어나는 일을 담고 있다.

## 출판 중지와 논란
중화인민공화국의 출판관계자에 따르면, 중국어판의 제안이 있었으나, 「모든 국가에게 선전포고한다」 등의 표현이 중화인민공화국의 규제에 위반된다는 점, 또한 작중에서 게임의 결말로 폭정, 공포지배, 세뇌를 되풀이하는 독재자는 어떤 시대라도 암살로 끝나게 된다는 표현이 공산당 일당 지배의 체제 붕괴를 상기시킬 가능성에 의해 계획이 무산되었다.
작중에 나오는 일러스트가 인터넷에서 활동하는 유명한 일러스트레이터들이 그린 일러스트의 일부나 그 대부분이 트레이싱되었다는 의혹이 제기되었다.

## 참고
1. ↑  전각문자로 2글자를
띄운다.
2. ↑  드워프는 접촉불가종록이라고 기록하기도 했다.
3. ↑  “ノーゲーム・ノーライフ１” (일본어). Media Factory. 2013년 10월 22일에 원본 문서에서 보존된 문서. 2013년 12월 28일에 확인함.
4. ↑  “ノーゲーム・ノーライフ２” (일본어). Media Factory. 2018년 2월 15일에 원본 문서에서 보존된 문서. 2013년 12월 28일에 확인함.
5. ↑  “ノーゲーム・ノーライフ３” (일본어). Media Factory. 2018년 2월 15일에 원본 문서에서 보존된 문서. 2013년 12월 28일에 확인함.
6. ↑  “ノーゲーム・ノーライフ４” (일본어). Media Factory. 2018년 2월 15일에 원본 문서에서 보존된 문서. 2013년 12월 28일에 확인함.
7. ↑  “ノーゲーム・ノーライフ5” (일본어). Media Factory. 2018년 2월 12일에 원본 문서에서 보존된 문서. 2013년 12월 28일에 확인함.
8. ↑  “ノーゲーム・ノーライフ6” (일본어). Media Factory. 2018년 3월 11일에 원본 문서에서 보존된 문서. 2013년 12월 28일에 확인함.
9. ↑  “榎宮祐さんのライトノベル「ノーゲーム・ノーライフ」が“体制崩壊を想起させる”として中国で出版中止”. 《ニコニコニュース》. 2013년 8월 16일. 2014년 7월 6일에 원본 문서에서 보존된 문서. 2013년 12월 28일에 확인함.
10. ↑  “No Game No Life Artist Yuu Kamiya Allegedly Caught Tracing Other People’s Work”. 《Otaku Tale》. 2014년 10월 6일. 2015년 12월 8일에 확인함.